# Аюка (Іллінойс)
Аюка (англ. Iuka) — селище (англ. village) в США, в окрузі Меріон штату Іллінойс. Населення — 512 особи (2020).

## Географія
Аюка розташована за координатами 38°37′8″ пн. ш. 88°47′18″ зх. д. / 38.61889° пн. ш. 88.78833° зх. д. (38.618781, -88.788244).  За даними Бюро перепису населення США в 2010 році селище мало площу 2,05 км², з яких 2,05 км² — суходіл та 0,01 км² — водойми.

## Демографія
Згідно з переписом 2010 року, у селищі мешкало 489 осіб у 185 домогосподарствах у складі 127 родин. Густота населення становила 238 осіб/км².  Було 217 помешкань (106/км²).
Расовий склад населення:
| - 98,4 % — білих - 1,2 % — чорних або афроамериканців - 0,2 % — азіатів |

До двох чи більше рас належало 0,2 %. Частка іспаномовних становила 0,8 % від усіх жителів.
За віковим діапазоном населення розподілялося таким чином: 28,6 % — особи молодші 18 років, 58,5 % — особи у віці 18—64 років, 12,9 % — особи у віці 65 років та старші. Медіана віку мешканця становила 33,1 року. На 100 осіб жіночої статі у селищі припадало 93,3 чоловіків;  на 100 жінок у віці від 18 років та старших — 97,2 чоловіків також старших 18 років.
Середній дохід на одне домашнє господарство  становив 50 717 доларів США (медіана — 40 208), а середній дохід на одну сім'ю — 59 993 долари (медіана — 50 568). Медіана доходів становила 31 250 доларів для чоловіків та 23 333 долари для жінок. За межею бідності перебувало 17,2 % осіб, у тому числі 21,0 % дітей у віці до 18 років та 9,7 % осіб у віці 65 років та старших.
Цивільне працевлаштоване населення становило 193 особи. Основні галузі зайнятості: освіта, охорона здоров'я та соціальна допомога — 25,4 %, виробництво — 24,4 %, роздрібна торгівля — 16,1 %, мистецтво, розваги та відпочинок — 9,3 %.